# Whisky

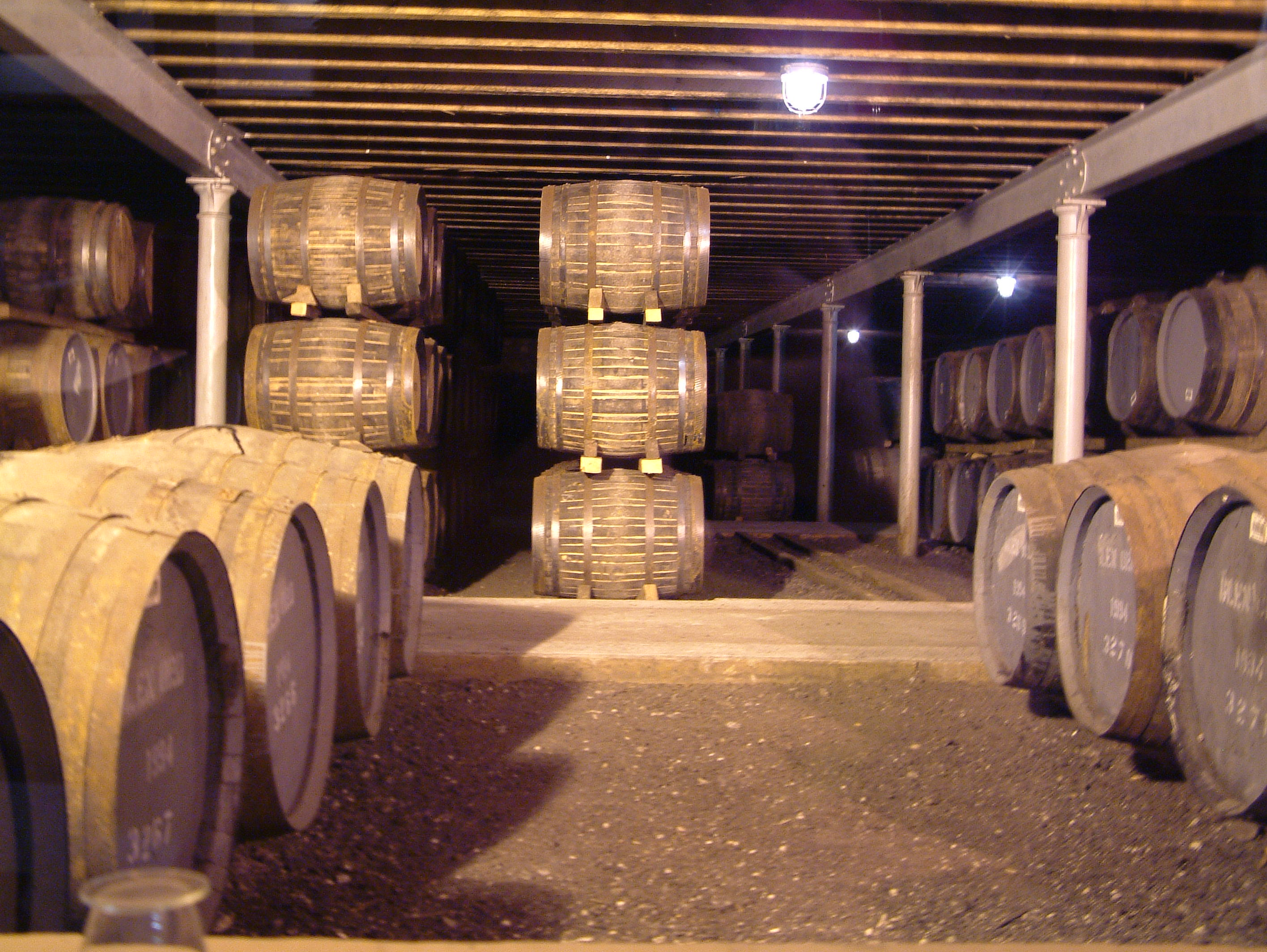
Skladování whisky v dřevěných sudech.

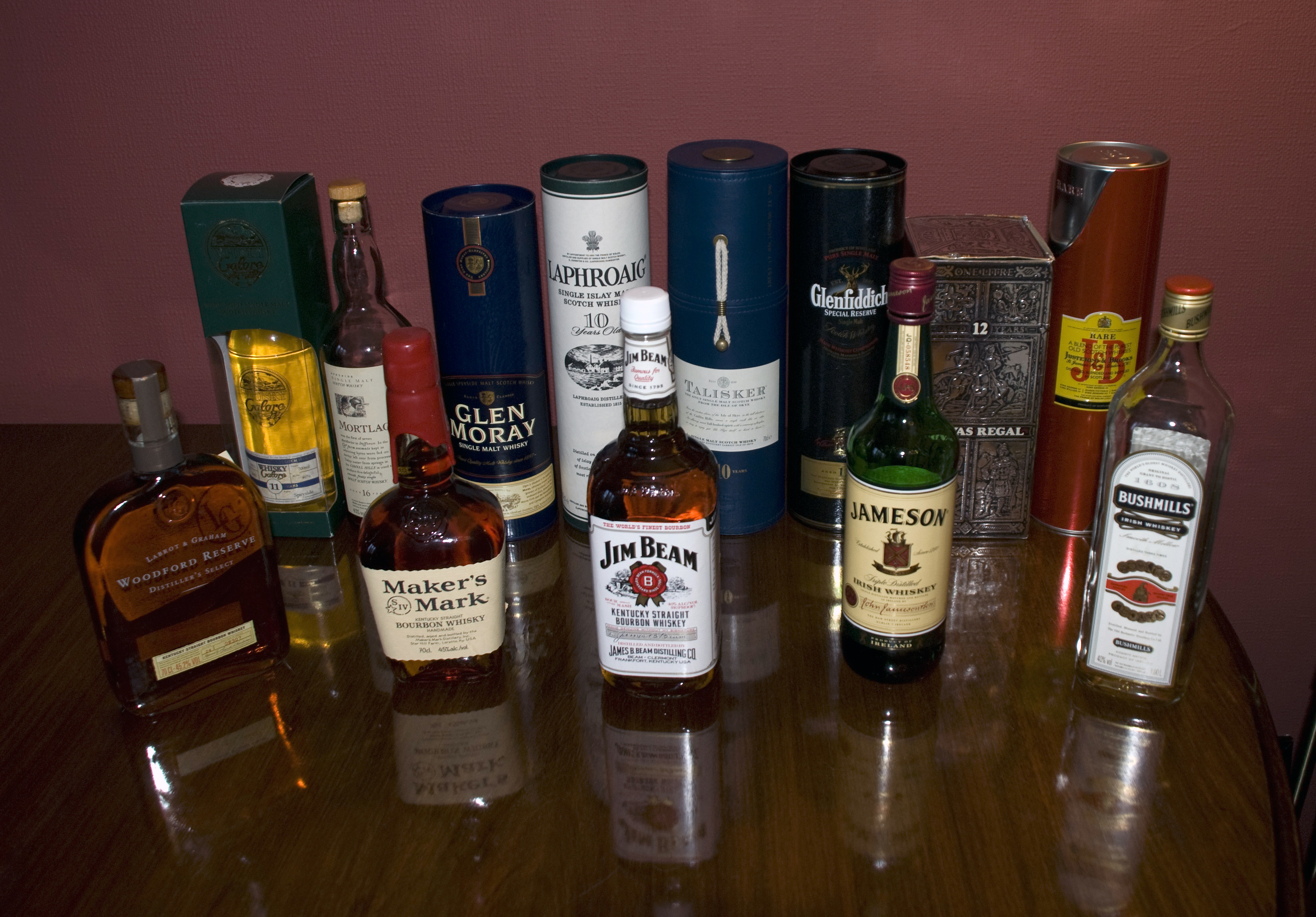
Různé druhy whisky.

Whisky je alkoholický nápoj destilovaný z obilnin, zrající v dřevěných sudech (většinou dubových). Podle znalců nechutnají žádné dvě značky whisky stejně. Převážně v Americe se ale whisky připravuje destilací z kukuřice. Není pravda, že míchané whisky jsou podřadnější. Některé z nejdůležitějších whisky na světě jsou směsi.

## Druhy whisky
Na světě existuje několik základních druhů whisky. Zatímco ve Skotsku, Walesu a Kanadě se používá označení whisky, v Irsku a Spojených státech je to whiskey.
- Skotská whisky, nejčastěji dvakrát destilovaná z ječmenného sladu, sušeného většinou kouřem z rašeliny.
- Irská whiskey, třikrát destilovaná a minimálně tři roky skladovaná v dubových sudech.
- Americká whiskey je nejčastěji destilovaná z kukuřice.
  - Bourbon je americká whisky pocházející ze státu Kentucky, která obsahuje nejméně 51 % kukuřice (např. Jim Beam). Ke zrání se ukládá do výhradně nových dubových sudů, které jsou před použitím zevnitř požahovány, což Bourbonu dává charakteristickou kouřově-dřevitou chuť.
  - Whisky z jiných amerických států se většinou neoznačuje jako bourbon, i když podle amerických potravinářských norem bourbonem je, nejznámější je Tennessee whiskey (např. Jack Daniel’s).
  - Rye whisky, americká žitná whisky, obsahující min. 51 % žita
- Kanadská whisky, většinou jemnější a z více druhů obilovin, obsahuje obvykle žito, byť v malém množství, výjimkou je whisky Alberta Premium, která je téměř stoprocentní žitnou.

U whisky je dále rozeznáváno stáří, přesněji řečeno doba zrání ve dřevěných sudech (v lahvích totiž již whisky nezraje). Skotské whisky mají ze zákona danou minimální dobu zrání 3 roky.
Další důležitou rozlišovací vlastností je to, zda se jedná o jednodruhovou (single malt) nebo směsnou whisky (blend). Jednodruhové whisky jsou oceňovány znalci pro svou originální chuť, závislou na konkrétní palírně i roku výroby. Směsné jsou oblíbeny spotřebiteli, protože díky kontrolovanému namíchání mají vždy zaručenu stabilní kvalitu a chuť.

## Výroba
Při výrobě Irské whisky single malt se obilí namáčí v pramenité vodě, která má svůj vliv na charakteristiku destilátu (tóny rašeliny, tóny vřesu). Zvlhlý ječmen se nechává tradičním způsobem naklíčit na tzv. malting floor (humna), i když dnes už mnoho výrobců používá mechanizované linky na sladování. Během klíčení se škrob v zrnu mění na cukr, a vzniká tak syrový materiál na kvašení. Po vyklíčení se obilí vysuší, což také ovlivňuje chuť nápoje. Vysušené obilí nebo slad se pak pomele a zalije horkou vodou. Tato obilná tekutina se přečerpá do nádrže, kde se do ní přidají kvasinky a kvasný proces může začít. Vykvašená tekutina, nazývaná také mash, je základem pro destilaci single malt whisky.

Skotská single malt se destiluje v obrovské měděné nádobě, ve které se mash ohřívá a mění na destilát, který se před uložením do dubových sudů na minimálně tři roky předestiluje ještě alespoň jednou. Dubové sudy na dozrávání jsou většinou použity po dozrálém bourbonu, nebo sherry, v poslední době i po jiných druzích vína, což do whisky přináší sladkost a charakteristickou chuť.

## Název
Název whiskey pochází z irské gaelštiny uisge/uisce beatha ([ɪʃkʲə bʲahə]IPA), což znamená „voda života“. Tento fakt znamená, že se používala údajně pro své léčivé účinky. Tvar whisky (plurál whiskies) je používán pro destiláty ze Skotska, Walesu, Kanady a Japonska, zatímco původní tvar whiskey je používán v Irsku a USA.

## Historie
Historie whisky se datuje do konce prvního tisíciletí, do oblasti mezi řekami Eufrat a Tigris. Důvod je prostý. Právě zde byl totiž objeven proces destilace. Destilované alkoholické nápoje však původně sloužily výhradně k lékařským účelům. Do Evropy se proces destilace dostal společně s křížovými výpravami, stejně jako celá řada koření a dalších, do té doby v Evropě neznámých plodin.
Zmínky o pálení whisky ve Skotsku, sahají do přelomu 12. a 13. století. To, zdali se však začalo pálit dříve ve Skotsku nebo Irsku, se asi nikdy nedozvíme. Stejně jako to, která palírna je ze všech nejstarší. Důvodem je fakt, že řada palíren původně produkovala whisky nelegálně. Nejčastěji se však setkáte s názorem, že tou nejstarší a stále fungující palírnou whisky je Isle of Jura. Největšího rozmachu černého pálení na ostrovech lidé dosáhli v polovině 17. století. Zapříčinil to skotský parlament, který na whisky uvalil vysoké daně. Nelegální palírny vznikaly po celé Británii. Nejvíce však v odlehlých končinách, jako například oblast Highlands, která je doposud jednou z nejvýznamnějších oblastí co do počtu producentů whisky. Změna přišla až roku 1823 s novým zákonem, který měnil daňové předpisy a zvyšoval pokuty za nelegální pálení. Díky tomu začaly vznikat nové , již licencované palírny jako houby po dešti. Tou úplně první v oblasti Speyside byla dodnes existující The Glenlivet, jinak první licencovanou palírnou byla dnes již zaniklá Littlemill v roce 1772. 

## Experti
Od 70. let 20. století se mezi přední mezinárodní odborníky na whisky řadí Jim Murray, Michael Jackson a Jim Swan. V Česku se popularizaci whisky a její kultury věnují kromě řady místních výrobců (např. Gold Cock, Old Well) a dovozců i zájmové whisky kluby.